# うみものがたり 〜あなたがいてくれたコト〜
『うみものがたり 〜あなたがいてくれたコト〜』は、日本のテレビアニメ。2009年夏よりCBCほかにて放送された。

## 概要
三洋物産のパチンコシリーズである『海物語シリーズ』を原案としているが、マリンは海の世界に住む「海人」という設定となっているなど、原案とは異なるオリジナルの設定・ストーリーとなっている。なお、アニメ放送後にリリースされた『CRスーパー海物語 IN 沖縄2（桜バージョン）』では、プレミアムラウンドに当アニメの映像と主題歌（アレンジバージョン）が用いられている。
アニメの舞台は鹿児島県の離島。天神子島は奄美大島をモデルにしている。製作に当たって現地取材も行われた
。登場人物の一部も島の方言を喋る設定となっている。しかし、鹿児島県内では放送されなかった。
また、第5話「光を覆う心」は皆既日食が起こるという内容だったが、そのエピソードが放送された7月22日（CBCでの放送日）には実際に皆既日食が起こっている。これについて佐藤監督は、取材で奄美大島を訪れた際に皆既日食のことを知り、放送時期と重なっていることから本編に使うことに決めたと語っている。

## ストーリー
マリンとウリンは、海底で人間の姿をした少女「海人」として生活していた。ある日、海の上から美しい指輪が落ちてくるのを見たマリンは、 人間の住む地上の世界“空の世界“へ指輪を返そうと考える。ウリンは空の世界への恐怖から反対するが、マリンに押されて一緒に空の世界へ旅立つ。空の世界で指輪の持ち主である宮守夏音を見つけるが、その指輪は別れた彼氏から貰ったものであったため、再び今度は山の方へ投げ捨ててしまう。
マリンとウリンが指輪を探す最中、ウリンは誤って封印された石棺の蓋を開け、闇の力である「セドナ」の封印を解いてしまう。セドナは世界を悪意で満たすために魚達を魔力で操り、邪悪な魂を集め始める。マリンと夏音は、自分達に秘められた力に目覚め、「海の巫女」と「空の巫女」としてセドナとの戦いに挑む。元々邪悪な部分を持つ夏音の心であったが、マリンとの関係を通して次第に心のピュアさを取り戻し始める。そしてマリンも、夏音とのふれあいを通じて成長していくのであった。

## 登場人物

### 海の世界
マリン
声 - 阿澄佳奈
海の中で生きる海人の少女。ずっと海の世界で暮らしており、空の世界（海の外・地上）に憧れている。天真爛漫な性格で人を疑うことを知らない。「愛してる」が口癖。海の巫女となる。
ウリン
声 - 堀江由衣
マリンの妹。マリンのことが大好き。闇の力「セドナ」の封印を誤って解いてしまう。一時セドナによって体を乗っ取られた。
サム
声 - 間島淳司、儀武ゆう子（幼少時）
マリンやウリンの友人。海ぶどうが好きで、その畑を持っている。場の空気を読むことが苦手。一時セドナによって精神を乗っ取られた。
ワリン
声 - 福井裕佳梨
マリンやウリンの友人。姉御肌の性格で、マリンとウリンが空の世界へ行ったことを心配している。一時セドナによって精神を乗っ取られた。
松本（まつもと）
声 - 納谷六朗
海の世界の長老であるカメ。マリンや夏音の師匠的存在。甲羅に絆創膏らしきものが貼ってある｡
市川（いちかわ）
声 - 明坂聡美
松本の娘。最初は特殊な力を使って人間の姿で現れたが、セドナの力で操られたウリンによって吸い取られてしまい、元のカメの姿になってしまう。松本と名字が違うのは、触れてはいけないことらしい（松本が言葉を濁している）。一時セドナによって精神を乗っ取られた。

### 空の世界（人間の世界）
宮守 夏音（みやもり かのん）
声 - 寿美菜子
島に住んでいる女子高生。都会に憧れている。暗く内向的な性格だったが、指輪を海に落としたことをきっかけにマリン達と出会う。都のインチキ占い師の仕事に無理矢理付き合わされており、そのことで頭を痛めている。空の巫女となる。左耳を掻く癖がある。「死にたい」が口癖。巫女に変身すると髪の色が少し薄くなる。
宮守 都（みやもり みやこ）
声 - 永井幸子
夏音の母親。容姿はかなり若々しい。豪快かつ能天気な性格をしている。インチキ占いを生業としており、夏音を強引に仕事仲間にしている。
夫とは夏音が幼少時に死別しており、今でも内心では夫を失った悲しみを背負っている。
鈴木（すずき）
声 - 儀武ゆう子
夏音の幼馴染み。両親が「デーリィストアすずき」という個人商店を営んでいる。
小島（こじま）
声 - 沢城みゆき
夏音の同級生で、優しくも鈍感な少年。すれ違いになってしまった夏音のことを気にかけている。
大島（おおしま）
声 - 豊崎愛生
小島が好きな夏音の同級生。小島の気を引こうと積極的にアピールするが、空回りしている。数少ないセドナの闇に心を囚われなかった人物。
唄者（うたしゃ）
声 - 宮原永海
天神子島の島唄を歌う謎の人物。

### セドナの手下
タコ美女兵士
声 - 生天目仁美
第2話に登場。タコがセドナの力で変身した妖魔。
ハリセンポン美女兵士
第3話に登場。二匹のハリセンポンがセドナの力で変身した妖魔。
女海賊
第4話に登場。幽霊船の骸骨を妖魔化したもの。
ガイコツ兵士
女海賊の手下。
イカモンスター
第7話に登場。地上の犬がイカの怪獣になった姿。
エビ美女兵士
声 - 渕上舞（姉）、大亀あすか（妹）
第9話、第10話に登場。セドナの刺客として現れたエビの姉妹妖魔。

## 用語
海の巫女（うみのみこ）、空の巫女（そらのみこ）
海の巫女も空も巫女も心のピュアさを力の源としており、セドナに対抗し得る力を秘めている。
海人（うみびと）
海に生息している種族。外見は普通の人間と同じだが、地上に上がると呼吸ができない。後述のメルカトルリングを使えば、地上でも呼吸ができるようになる｡
空人（そらびと）
いわゆる人間のこと。海人達は彼らをこう呼ぶ。
メルカトルリング
海人が地上に上がるために使う腕輪。これを身に付けると、地上で呼吸ができるようになり、逆に海中では呼吸ができなくなる。
オルテリウスリング
空人が海に入るために使う腕輪。これを身に付けると、海中で呼吸が出来るようになり、逆に地上では呼吸ができなくなる。つまり、メルカトルリングとは正反対の腕輪である。普段は都が漬ける糠漬けの発色を良くする際に糠床に入れる鉄釘のような使われ方をしていた。
セドナ
声 - 桑島法子
遥か昔、海から現れた邪悪な存在。強大な闇の力で世界を脅かしていた。その後、地上と海でそれぞれ半身が封印されていたが、ウリンが原因でその半身の封印を解かれ、海の生物（エピソードによっては例外もある）を自分の尖兵に作り変えて邪悪な魂を集めようとしている。

## スタッフ
- 原案 - 海物語シリーズ[4]
- ストーリー原案 - 築地俊彦[4]
- 監督 - 佐藤順一[4]
- シリーズディレクター - 紅優[4]
- シリーズ構成 - 山田由香[4]
- キャラクターデザイン・総作画監督 - 飯塚晴子[4]
- プロップデザイン - 岩永悦宜
- 美術監督 - 小林七郎[4]
- 撮影監督 - 太田和亨[4]
- 色彩設計 - 川上善美[4]
- 編集 - 平木大輔[4]
- 音楽 - 村松健[4]
- 音楽プロデューサー - 佐藤純之介
- 音楽制作 - ランティス
- 制作プロデューサー - 小山倫良
- アニメーションプロデューサー - 橋本和典
- プロデューサー - 田坂秀将、柴田維、川﨑とも子、岩佐芳弘
- アニメーション制作 - ZEXCS[4]
- 製作 - うみものがたり製作委員会[4]（松竹、ティー・オーエンタテインメント、ZEXCS）、中部日本放送

## 主題歌
オープニングテーマ「violet」
作詞 - micco / 作曲・編曲 - 菊地達也 / 歌 - marble

エンディングテーマ
「透明な祈り」（第1話 - 第12話）
作詞 - riya / 作曲・編曲 - 伊藤真澄 / 歌 - 伊藤真澄
「宝石」（第13話）
作詞・曲 - micco / 編曲 - 菊池達也 / 歌 - marble

挿入歌
「てぃだぬひきゃり」
作詞・作曲 - 村松健
歌（第1・5・6・10話） - 唄者（宮原永海）
歌（第13話） - マリン（阿澄佳奈）、ウリン（堀江由衣）
「時の華」（第8話）
作詞 - micco / 作曲・編曲 - 菊池達也 / 歌 - marble
「星達の午後」（第11話）
作詞 - riya / 作曲・編曲 - 伊藤真澄 / 歌 - 伊藤真澄

## 各話リスト
| 話数 | サブタイトル            | 脚本     | 絵コンテ                | 演出       | 作画監督                              |
| ---- | ----------------------- | -------- | ----------------------- | ---------- | ------------------------------------- |
| #1   | 海の心 空の心           | 山田由香 | 佐藤順一                | 鈴木吉男   | 加藤真人、飯塚晴子                    |
| #2   | 指輪の心 巫女の心       | 山田由香 | 紅優                    | 嵯峨敏     | 落合瞳、杉藤さゆり                    |
| #3   | 近づく心                | 山田由香 | 山本天志                | 山本天志   | 伊部由起子                            |
| #4   | 試される心              | 横谷昌宏 | 青井小夜                | 青井小夜   | 松尾亜希子                            |
| #5   | 光を覆う心              | 山田由香 | 金﨑貴臣                | 唐戸光博   | 野道佳代、斉藤和也 織岐一寛、北條直明 |
| #6   | 堕ちる心                | 山田由香 | 大隈孝晴                | 大隈孝晴   | 川島尚                                |
| #7   | 離れゆく心              | 横谷昌宏 | 鈴木吉男 佐藤順一       | 山口武志   | 明珍宇作                              |
| #8   | 求め合う心              | 横谷昌宏 | 斎藤哲人 佐藤順一       | 山本天志   | 伊部由起子、加藤真人                  |
| #9   | 愛する心                | 吉田玲子 | 佐藤順一                | 川崎逸朗   | 烏宏明、織岐一寛 中本尚               |
| #10  | 沈黙する心              | 山田由香 | おざわかずひろ 佐藤順一 | 嵯峨敏     | 落合瞳、LEE JU YONG                   |
| #11  | 光の心 闇の心           | 横谷昌宏 | 佐藤順一                | 牧原亮太郎 | 松尾亜希子、秋山ケイ子                |
| #12  | 島の心 人の心           | 山田由香 | 佐藤順一                | 山本天志   | 飯塚晴子、島沢ノリコ 加藤真人         |
| #13  | 信じあう心 （未放送話） | 吉田玲子 | 夏目真悟                | 夏目真悟   | 貞方希久子、飯塚晴子 加藤真人         |

## 放送局
| 放送地域   | 放送局       | 放送期間                                      | 放送日時                              | 放送系列   | 備考             |
| ---------- | ------------ | --------------------------------------------- | ------------------------------------- | ---------- | ---------------- |
| 中京広域圏 | 中部日本放送 | 2009年6月24日 - 9月16日                       | 水曜 25:29 - 25:59                    | TBS系列    | 製作局           |
| 関東広域圏 | TBSテレビ    | 2009年6月26日 - 9月18日                       | 金曜 26:25 - 26:55                    | TBS系列    |                  |
| 北海道     | 北海道放送   | 2009年6月27日 - 10月3日                       | 土曜 26:13 - 26:43                    | TBS系列    |                  |
| 福岡県     | RKB毎日放送  | 2009年7月1日 - 9月23日                        | 水曜 27:00 - 27:30                    | TBS系列    |                  |
| 宮城県     | 東北放送     | 2009年7月2日 - 9月24日                        | 木曜 25:34 - 26:04                    | TBS系列    |                  |
| 静岡県     | 静岡放送     | 2009年7月3日 - 9月25日                        | 金曜 26:10 - 26:40                    | TBS系列    |                  |
| 広島県     | 中国放送     | 2009年7月3日・7月10日 2009年7月17日 - 9月25日 | 金曜 27:10 - 27:40 金曜 26:40 - 27:10 | TBS系列    |                  |
| 近畿広域圏 | 毎日放送     | 2009年7月6日 - 9月28日                        | 月曜 26:35 - 27:05                    | TBS系列    |                  |
| 日本全域   | アニメワン   | 2009年7月7日 - 10月6日                        | 火曜 10:00 更新                       | ネット配信 | 期間限定無料配信 |
| 日本全域   | AT-X         | 2009年7月20日 - 10月5日                       | 月曜 9:00 - 9:30                      | CS放送     | リピート放送あり |

### 備考
バンダイチャンネルでも配信されている。

## Webラジオ
『うみものらじお〜あいしてる!〜』と題し、2009年（平成21年）6月12日より12月25日まで隔週金曜にランティスウェブラジオ、音泉で配信された。パーソナリティは阿澄佳奈（マリン役）、寿美菜子（宮守夏音役）（第4回、第6回 - 第15回）。

### コーナー
うみものがたり
リスナーから募集した、20文字以内の海にまつわる実体験やエピソードを受け、インスピレーションを受けたものにオマージュを捧げる。第5回を除き、ゲストがいる回では、ゲストがこのコーナーを担当している。
そらだより・うみだより
ふつおたのコーナー。漁師やダイバーなど、海にまつわるリスナーからは「うみだより」、その他のリスナーからは「そらだより」として募集する。
マリンちゃん知ってる?
海から来たマリンに、陸の常識を教える。
あなたがいてくれたコト（第1回 - 第9回）
阿澄が声を演じるマリンが、海の仲間達を想ってポエムを朗読する。ポエムのお題はパチンコ海物語シリーズで使用されている図柄となっている。
夏音ちゃん知ってる!
寿が声を演じる夏音が、儀武直伝の沖縄弁を披露する。
死にたい（第10回 - ）
リスナーががっかりしたエピソードを紹介し、夏音の口癖である「死にたい」を連発する。

### 主題歌
オープニングテーマ
「Treasure! 〜君と出逢えたコト〜」（第4回・第5回・第7回 - 第9回・第12回 - 第14回）
作詞 - micco、作曲・編曲 - 菊池達也、歌 - マリン（阿澄佳奈）、宮守夏音（寿美菜子）
「Treasure! 〜君と出逢えたコト〜(GIVE REMIX Ver.)」（第6回・第10回・第11回・第15回）
作詞 - micco、作曲・編曲 - 菊池達也、歌 - マリン（阿澄佳奈）、宮守夏音（寿美菜子）、コーラス - 儀武ゆう子

### ゲスト
- 第2回（2009年6月26日） - 寿美菜子（宮守夏音役）
- 第3回（2009年7月10日） - 堀江由衣（ウリン役）
- 第4,6,13,15回（2009年7月24日,8月21日,11月27日,12月25日） - 儀武ゆう子（鈴木役、方言指導担当）
- 第5回（2009年8月7日） - 佐藤順一（監督）、marble（オープニングテーマ担当アーティスト）
- 第7回（2009年9月4日） - 明坂聡美（市川役）
- 第8回（2009年9月18日） - 沢城みゆき（小島役）
- 第9回（2009年10月2日） - 福井裕佳梨（ワリン役）、間島淳司（サム役）
- 第10回（2009年10月16日） - 儀武ゆう子、marble
- 第11回（2009年10月30日） - 儀武ゆう子、佐藤順一、飯塚晴子（キャラクターデザイン・総作画監督）
- 第12回（2009年11月13日） - 豊崎愛生（大島役）

### エピソード
- 寿は第4回より正式なレギュラーパーソナリティになった。第2回はあくまでゲスト出演である。
- 阿澄の「あすみん」の愛称に合わせ、寿に「ぶきみん（ことぶきみなこ）」の愛称がつけられたがあまり定着はしなかった。また阿澄の「アスミス」の愛称に合わせ、佐藤順一監督には「サトジュミス」の愛称がつけられた。
- 第3回配信では、鈴木役の儀武からメールが届き、これにより儀武は第4回にゲスト出演した。なお、この際に使われた「オーシャン」という挨拶が、その後、番組独自の挨拶として定着した。
- 第5回配信では、DVD特典撮影と雑誌取材のため訪れた、奄美大島にて野外収録された。この配信では、一部内容を阿澄が寝起きのまま収録したり、ゲストのmarbleが海辺で生演奏を披露したりと、通常放送とは違う放送内容である。なお、寿は休みである。
- 第6、10、11、15回配信のオープニングテーマは、「Treasure! 〜君と出逢えたコト〜」に、ゲストの儀武がオリジナルのコーラスを入れた特殊バージョンが使用されている。これは儀武がラジオに来る際に原曲に勝手にコーラスをつけたものであり音源化する予定は当初は無かったが、リスナーから音源化して欲しいとの希望のメールもあり、アニメ本編のDVD6巻に付属する事となった。
- 公開録音である第15回が最終回であることは本来公開録音当日に解禁の情報でありそれまで情報が伏せられていたのだが、第15回にゲスト予定であった儀武が自身のブログにてフライングで公開してしまったため、ラジオ公式としては第14回配信のときに第15回が最終回であることが公開された。

## 漫画
コミックブレイド版
2009年（平成21年）2月28日より2010年1月30日まで「月刊コミックブレイド」にて連載。作画は葛城彰。
既刊（ブレイドコミックス）
1. うみものがたり〜あなたがいてくれたコト〜 1 （2009年8月25日初版発行：ISBN 978-4-86127-644-6）
2. うみものがたり〜あなたがいてくれたコト〜 2　(2010年2月10日初版発行：ISBN 978-4-86127-700-9)

コミックハイ!版
2009年3月21日より2010年1月22日まで「コミックハイ!」にて連載。作画は成原とんみ。
既刊（アクションコミックス）
1. うみものがたり みんな愛してる! 1 （2009年9月12日初版発行：ISBN 978-4-575-83671-4）
2. うみものがたり みんな愛してる! 2 （2010年6月11日初版発行：ISBN 978-4-575-83779-7）